# Liste des microprocesseurs Qualcomm Snapdragon
Ceci est une liste des microprocesseurs Qualcomm Snapdragon. Snapdragon est une famille de systèmes sur une puce (SoC) fabriquée par Qualcomm destinées principalement aux smartphones, tablettes et liseuses. D'autres variantes existent pour les montres et maisons intelligentes et pour les systèmes embarqués des automobiles.

## Famille Snapdragon S4

### Snapdragon S4 Play
| Modèle  | Procédé | Jeu d'instructions | CPU                                | GPU                  | Technologie mémoire             | Modem                             | Connectivité                                              | Disponibilité OEM |
| ------- | ------- | ------------------ | ---------------------------------- | -------------------- | ------------------------------- | --------------------------------- | --------------------------------------------------------- | ----------------- |
| MSM8225 | 45 nm   | ARM7               | Bicœur : - 2 × 1,2 Ghz (Cortex-A5) | Adreno 203 (320 MHz) | LPDDR2, single-channel, 300 Mhz | UMTS (GSM, GPRS, EDGE, HSPA)      | Wi-Fi 802.11n (2,4 Ghz), Bluetooth 3.0 et IZat Gen7 (GPS) | 1er semestre 2012 |
| MSM8625 | 45 nm   | ARM7               | Bicœur : - 2 × 1,2 Ghz (Cortex-A5) | Adreno 203 (320 MHz) | LPDDR2, single-channel, 300 Mhz | CDMA/UMTS (GSM, GPRS, EDGE, HSPA) | Wi-Fi 802.11n (2,4 Ghz), Bluetooth 3.0 et IZat Gen7 (GPS) | 1er semestre 2012 |

## Famille Snapdragon 700
Le 27 février 2018, lors l'édition 2018 du Mobile World Congress de Barcelone, Qualcomm a annoncé le lancement d'une nouvelle famille de processeurs numérotée 700. Bien que leurs spécifications définitives n'aient pas encore été révélées, le communiqué le positionnait entre les gammes 600 et 800 existantes.

## Famille Snapdragon 800

### Snapdragon 808 et 810
Les microprocesseurs Qualcomm Snapdragon 808 et 810 ont été annoncés le 7 avril 2014.
Principaux changements du Snapdragon 808 par rapport à son prédécesseur (805) :
- Architecture ARMv8-A (64-bit) ;
- Technologie big.LITTLE répartissant les tâches entre les différents clusters de cœurs selon la puissance requise ;
- Puce graphique Adreno 418 supportant Vulkan 1.0 ;
- Processeur de signal numérique Hexagon V56 ;
- Support de capteurs photographiques jusqu'à 21 mégapixels et de 2 processeurs d'images (12-bit) ;
- Procédé de gravure à 20 nm.

Fonctionnalités supplémentaires du Snapdragon 810 par rapport à la version d'entrée de gamme (808) :
- Le cluster Cortex-A57 est doté de 4 cœurs au lieu de 2 ;
- Puce graphique Adreno 430 supportant Vulkan 1.0 ;
- Support de capteurs photographiques jusqu'à 55 mégapixels et de 2 processeurs d'images (14-bit) ;
- Encodage et décodage natif H.264, H.265/HEVC UHD
- Support d'écrans de résolution 4K.

| Modèle        | Procédé | Jeu d'instructions | CPU                                                                 | GPU                  | DSP                   | Technologie mémoire                                      | Modem                                                                       | Connectivité                                                                            | Disponibilité OEM |
| ------------- | ------- | ------------------ | ------------------------------------------------------------------- | -------------------- | --------------------- | -------------------------------------------------------- | --------------------------------------------------------------------------- | --------------------------------------------------------------------------------------- | ----------------- |
| MSM8992 (808) | 20 nm   | ARMv8              | Hexa-cœur : - 2 × 1,82 Ghz (Cortex-A57) - 4 × 1,44 Ghz (Cortex-A53) | Adreno 418 (600 MHz) | Hexagon V56 (800 MHz) | LPDDR3, dual-channel, bus 32 bits, 933 Mhz (14,9 GB/s)   | X10 (LTE Cat. 9) : 450 Mb/s de débit descendant et 50 Mb/s de débit montant | Wi-Fi 802.11n/ac (2,4 et 5,0 Ghz), Bluetooth 4.1 et IZat Gen8C (Beidou, Glonass et GPS) | Q3 2014           |
| MSM8994 (810) | 20 nm   | ARMv8              | Octo-cœur : - 4 × 2,00 Ghz (Cortex-A57) - 4 × 1,55 Ghz (Cortex-A53) | Adreno 430 (650 MHz) | Hexagon V56 (800 MHz) | LPDDR4, dual-channel, bus 32 bits, 1 600 Mhz (25,6 GB/s) | X10 (LTE Cat. 9) : 450 Mb/s de débit descendant et 50 Mb/s de débit montant | Wi-Fi 802.11n/ac (2,4 et 5,0 Ghz), Bluetooth 4.1 et IZat Gen8C (Beidou, Glonass et GPS) | Q3 2014           |

### Snapdragon 820 et 821
Le Qualcomm Snapdragon 820 a été annoncé lors du Mobile World Congress en mars 2015 avec une arrivée dans les appareils grand public prévue pour le début de l'année 2016,. Une version révisée, numérotée Snapdragon 821, a été annoncée en juillet 2016 avec pour seule distinction une fréquence d'horloge plus élevée.
Principaux changements du Snapdragon 820/821 par rapport à son prédécesseur (808/810) :
- Procédé de gravure FinFET à 14 nm ;
- Processeur quadricœur à microarchitecture Kryo ;
- Puce graphique Adreno 530 supportant Vulkan 1.0 ;
- Processeur de signal numérique Hexagon 680 ;
- Support des mémoires eMMC 5.1 et UFS 2.0 ;
- Quick Charge 3.0[12] ;
- Support d'écrans de résolution 4K à 60 images par seconde ;
- Décodage matériel H.264, H.265/HEVC 10 bits, VP9 UHD à 60 fps et encodage H.264 et H.265 UHD à 30 fps.

| Modèle               | Procédé                    | Jeu d'instructions | CPU                                                            | GPU                  | DSP                 | Technologie mémoire                                      | Modem                                                                            | Connectivité                                                                             | Disponibilité OEM |
| -------------------- | -------------------------- | ------------------ | -------------------------------------------------------------- | -------------------- | ------------------- | -------------------------------------------------------- | -------------------------------------------------------------------------------- | ---------------------------------------------------------------------------------------- | ----------------- |
| MSM8996 Lite (820)   | 14 nm FinFET LPP (Samsung) | ARMv8              | Quadricœur : - 2 × 1,80 Ghz (Kryo) - 2 × 1,36 Ghz (Kryo)       | Adreno 530 (510 MHz) | Hexagon 680 (1 GHz) | LPDDR4, quad-channel, bus 64 bits, 1 600 Mhz (21,3 GB/s) | X12 (LTE Cat. 12) : 600 Mb/s de débit descendant et 150 Mb/s de débit ascendant. | Wi-Fi 802.11ac/ad (2,4 et 5,0 Ghz), Bluetooth 4.1 et IZat Gen8C (Beidou, Glonass et GPS) | Q4 2015           |
| MSM8996 (820)        | 14 nm FinFET LPP (Samsung) | ARMv8              | Quadricœur : - 2 × 2,15 Ghz (Kryo) - 2 × 1,59 Ghz (Kryo)       | Adreno 530 (624 MHz) | Hexagon 680 (1 GHz) | LPDDR4, quad-channel, bus 64 bits, 1 866 Mhz (29,8 GB/s) | X12 (LTE Cat. 12) : 600 Mb/s de débit descendant et 150 Mb/s de débit ascendant. | Wi-Fi 802.11ac/ad (2,4 et 5,0 Ghz), Bluetooth 4.1 et IZat Gen8C (Beidou, Glonass et GPS) | Q4 2015           |
| MSM8996 Pro-AB (821) | 14 nm FinFET LPP (Samsung) | ARMv8              | Quadricœur : - 2 × 2,15 Ghz (Kryo) - 2 × 1,59 Ghz (Kryo)       | Adreno 530 (624 MHz) | Hexagon 680 (1 GHz) | LPDDR4, quad-channel, bus 64 bits, 1 866 Mhz (29,8 GB/s) | X12 (LTE Cat. 12) : 600 Mb/s de débit descendant et 150 Mb/s de débit ascendant. | Wi-Fi 802.11ac/ad (2,4 et 5,0 Ghz), Bluetooth 4.1 et IZat Gen8C (Beidou, Glonass et GPS) | Q3 2016           |
| MSM8996 Pro-AC (821) | 14 nm FinFET LPP (Samsung) | ARMv8              | Quadricœur : - 2 × 2,34 Ghz (Kryo) - 2 / 2,19 × 1,6 Ghz (Kryo) | Adreno 530 (653 MHz) | Hexagon 680 (1 GHz) | LPDDR4, quad-channel, bus 64 bits, 1 866 Mhz (29,8 GB/s) | X12 (LTE Cat. 12) : 600 Mb/s de débit descendant et 150 Mb/s de débit ascendant. | Wi-Fi 802.11ac/ad (2,4 et 5,0 Ghz), Bluetooth 4.1 et IZat Gen8C (Beidou, Glonass et GPS) | Q3 2016           |

### Snapdragon 835, 845, 855, 855+, 865 et 888
Le Snapdragon 835 a été présenté le 17 novembre 2016.
Par rapport la génération précédente (820/821), le Snapdragon 835 introduit :
- Procédé de gravure FinFET à 10 nm ;
- Processeur octocœur à microarchitecture Kryo 280 ;
- Puce graphique Adreno 540 supportant Vulkan 1.0 et DirectX 12 (FL 12.1) ;
- Encodage matériel de flux H.264, H.265/HEVC et VP9 de résolution UHD à 30 fps et décodage matériel des mêmes formats à 60 fps ;
- Support de la lecture de vidéos à haute gamme dynamique (HDR10 et Ultra HD Premium) ;
- Support du format audio DSD et des sons numériques échantillonnés à 32 bits et 384 kHz par la puce audio Aqstic WCD9341 ;
- Support des mémoires UFS 2.1 et SD 3.0 ;
- HDMI 2.0 et Bluetooth 5.0 ;
- Quick Charge 4[12].

Une mise à jour du chipset, numérotée Snapdragon 845 a été dévoilée le 6 décembre 2017,. Celle-ci inclut certaines nouveautés :
- Puce graphique Adreno 630 supportant Vulkan 1.0 et DirectX 12 (FL 12.1) ;
- Processeur de signal numérique Hexagon 685 supportant certaines fonctions neuronales artificielles.

| Modèle        | Procédé                    | Jeu d'instructions | CPU                                                                       | GPU                  | DSP         | Technologie mémoire                                       | Modem                                                                           | Connectivité | Disponibilité OEM |
| ------------- | -------------------------- | ------------------ | ------------------------------------------------------------------------- | -------------------- | ----------- | --------------------------------------------------------- | ------------------------------------------------------------------------------- | --- | ----------------- |
| MSM8998 (835) | 10 nm FinFET LPE (Samsung) | ARMv8              | Octo-cœur : - 4 × 2,45 Ghz (Kryo 280) - 4 × 1,90 Ghz (Kryo 280)           | Adreno 540 (710 MHz) | Hexagon 682 | LPDDR4X, dual-channel, bus 64 bits, 1 866 Mhz (29,8 GB/s) | X16 (LTE Cat. 16) : 1 000 Mb/s de débit descendant et 150 Mb/s de débit montant | Wi-Fi 802.11a/b/g/n/ac/ad (2,4 et 5,0 Ghz), Bluetooth 5 et navigation par satellite (GPS, Glonass, BeiDou, Galileo et QZSS) | Q2 2017           |
| SDM845        | 10 nm FinFET LPP (Samsung) | ARMv8              | Octo-cœur : - 4 × 2,8 Ghz (Kryo 385 Gold) - 4 × 1,8 Ghz (Kryo 385 Silver) | Adreno 630 (710 MHz) | Hexagon 685 | LPDDR4X, quad-channel, bus 64 bits, 1 866 Mhz (29,8 GB/s) | X20 (LTE Cat. 18) : 1 200 Mb/s de débit descendant et 150 Mb/s de débit montant | Wi-Fi 802.11a/b/g/n/ac/ad (2,4 et 5,0 Ghz), Bluetooth 5 et navigation par satellite (GPS, Glonass, BeiDou, Galileo et QZSS) | Q1 2018           |
| SD855         | 7 nm                       | ARM Cortex-A76     | Octo-coeur : - 1 x 2,84 Ghz - 3 x 2,42 Ghz - 4 x 1,8 Ghz                  | Adreno 640           | Hexagon 690 |                                                           | X24 (LTE)                                                                       | | Q1 2019           |
| SD855+        | 7 nm                       | ARM Cortex-A76     | Octo-cœur : - 1 x 2,96 GHz - 3 x 2,42 GHz - 4 x 1,8 GHz                   | Adreno 640           | Hexagon 690 | LPDDR4X                                                   | X24 (LTE)                                                                       | | Q3 2019           |
| SD865         | 7 nm                       | ARM Cortex-A77     | Octo-cœur : - 1 x 2,84 GHz - 3 x 2.42 GHz - 4 x 1.8 GHz                   | Adreno 650           | Hexagon 698 | LPDDR5X                                                   | X55 (5G)                                                                        | | Q1 2020           |
| SD888         | 5 nm                       | ARM Cortex-X1      | Octo-cœur : - 1 x 2,84 GHz - 3 x 2.4 GHz - 4 x 1.8 GHz                    | Adreno 660           |             |                                                           | X60 (5G)                                                                        | |                   |

## Famille Snapdragon XR
La famille Snapdragon XR est pensée pour la réalité virtuelle, réalité augmentée et réalité mixte.